# Rio Geogel
O Rio Geogel é um rio da Romênia, afluente do Valea Cheii, localizado no distrito de Alba.